# De 12 apornas armé
De 12 apornas armé (originaltitel: 12 Monkeys) är en amerikansk science fiction-film från 1995 i regi av Terry Gilliam. Filmen lanserades den 12 april 1996 i Sverige.

## Handling
År 2030 har 99% av jordens befolkning gått under på grund av ett virus. James Cole (Bruce Willis) skickas tillbaka till 1996 för att ta reda på virusets ursprung och därmed för att rädda mänskligheten. Cole plågas av drömmar om en våldsam händelse i sin barndom där han såg en man skjutas ner. På grund av sina resor genom tiden vet snart inte Cole vad han ska tro om sin mentala hälsa i en värld öppen för många frågor, men inga svar.
Man tror att viruset skapades av en organisation vid namn De 12 apornas armé, men det visar sig vara ett villospår. Cole upptäcker istället att viruset släpptes ut avsiktligt av en ensam laboratorieassistent. Han försöker stoppa detta från att ske, men blir skjuten på en flygplats när han ska hindra terroristen från att påbörja sin plan. Medan han förblöder så ser han sig själv när han som barn besökte flygplatsen, och hans yngre jag ser honom när han ligger döende, vilket förklarar drömmarna som Cole har genom filmen.

## Produktion
Filmen är delvis baserad på Chris Markers experimentella kortfilm Terrassen (La Jetée) från 1962. Terrassen var inspirerad av Alfred Hitchcocks film Studie i brott som handlar om en man som är besatt av en blond kvinna. I De 12 apornas armé ser Cole denna film på bio. Filmen återskapar sedan scenen där Kim Novaks karaktär låter blondera sig. Terry Gilliam ville från början ha Jeff Bridges som James Cole, men Universal ville ha en större stjärna. Gilliam hade bråkat med ledningen på Universal under produktionen av Brazil, men ledningen hade sedan dess byts ut och den nya ledningen sa att man var villig att ge Gilliam kreativ kontroll om han gav huvudrollen till en större stjärna. Gilliam erbjöd då huvudrollen till Bruce Willis baserat på en scen i Die Hard där Willis drog ut glasskärvor ur sina fötter och Gilliam tyckte om känsligheten han visade i scenen. Willis tackade ja till rollen och tog en lägre lön för han ville jobba med Gilliam. Brad Pitt var vid tiden för rollsättningen inte särskilt känd men innan filmens premiär så fick han ett stort genombrott med en serie succéer som Seven, Höstlegender och En vampyrs bekännelse vilket gjorde att filmen vid sin premiär hade inte bara en utan två av Hollywoods största stjärnor.

## Rollista i urval
| Bruce Willis        | – James Cole                |
| Madeleine Stowe     | – Kathryn Railly            |
| Brad Pitt           | – Jeffrey Goines            |
| Christopher Plummer | – Dr. Goines                |
| David Morse         | – Dr. Peters                |
| Frank Gorshin       | – Dr. Fletcher              |
| Jon Seda            | – Jose                      |
| Christopher Meloni  | – Poliskommissarie Halperin |
| Vernon Campbell     | – Tiny                      |
| Joseph Melito       | – En ung James Cole         |

## Mottagande
Filmen nominerades för 2 oscars vid Oscarsgalan 1996. Brad Pitt nominerades till Bästa manliga biroll och filmens kostymör Julie Weiss nominerades för Bästa kostym.